# Канна звичайна
Ка́нна звича́йна (Taurotragus oryx) — вид парнокопитних ссавців родини Бикові (Bovidae). Це найбільша сучасна антилопа. Поширена в країнах Африки на південь від Сахари.

## Зовнішній вигляд

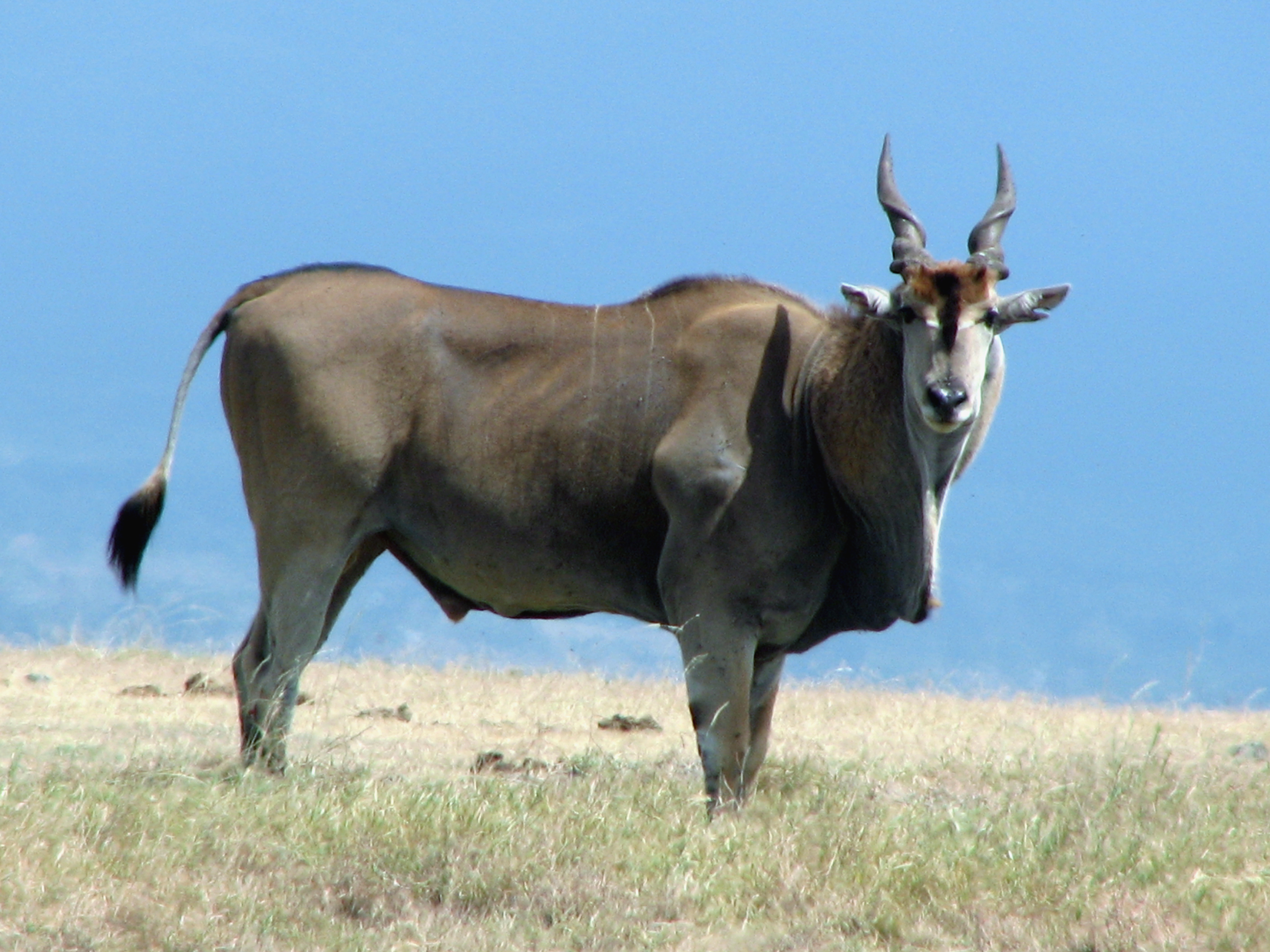
самець

Висота в холці 130–180 см, тіло завдовжки 200–300 см. Довжина хвоста 60–90 см, довжина рогів до 65 см. Вага — 300–600 кг у самиць, у самців 700–1000 кг. Тривалість життя 8–10 років. Тіло вкрите коротким волоссям сіро-коричневого кольору, але на задній стороні передніх ніг є чорні плями, і з боків тіла вертикальні смуги. Уздовж гребеня спини проходить чорна смуга. Кінцівки пристосовані для далеких походів, є два пальці покриті копитами. Рухливі вуха вловлюють кожен шурхіт. Роги скручені біля основи в обох статей. У самців на нижній стороні шиї висить складка шкіри, на лобі є кучерява шерсть.

## Спосіб життя

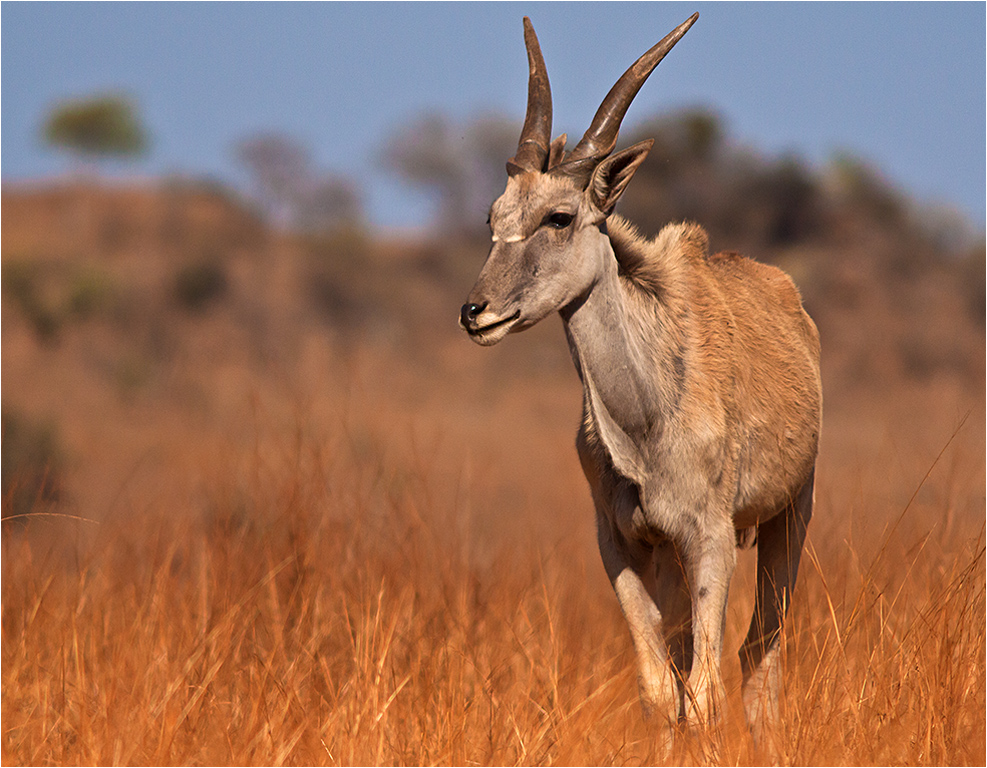
Молода особина

Канни — стадні тварини. У період посухи збираються у групи по 25–70 особин. Під час сезону дощів невеликі групи бродять в пошуках їжі. Вони живляться листям, молодими пагонами і свіжою травою. Їхні зуби пристосованні більше для живлення листям ніж травою. Каннам потрібен постійний доступ до води. При відсутності свіжої трави, вони їдять кору, плоди та насіння. Через високі температур протягом дня в основному пасуться вночі.

## Охорона
Багато тварин гине через захворювання, що переносить домашня худоба і від яких у канни немає імунітету. Деякі канни були одомашнені і навіть використовувались як в'ючні тварини. Тепер, в дикій природі, їх можна зустріти тільки в заповідниках.

## Підвиди
- T. o. livingstonii
- T. o. oryx
- T. o. pattersonianus